# Gustaf Åberg (borgmästare)
Gustaf Åberg, född 27 januari 1747 i Åmål, död där 24 februari 1826, var en svensk borgmästare och politiker.
Gustaf Åberg var borgmästare i Åmåls stad åren 1789–1791. Han var riksdagsman för borgarståndet i Åmål vid ståndsriksdagen 1809/1810 och ledamot i bevillningsutskottet.